# Kenneth Welsh
Pour les articles homonymes, voir Welsh.
Kenneth Welsh, né le 30 mars 1942 à Edmonton, (Canada), et mort le 5 mai 2022 à Sandford  (Canada), est un acteur canadien. 
Diplômé de l'École nationale de théâtre du Canada, il participa pendant 7 ans au Festival de Stratford du Canada.

## Filmographie

### Cinéma
- 1964 : Selkirk of Red River : Deuxième avocat
- 1974 : Piaf de Guy Casaril
- 1980 : Double Negative de George Bloomfield : Dr Kilifter
- 1980 : Phobia de John Huston : sergent Wheeler
- 1983 : Hot Money : Parker
- 1983 : Tell Me That You Love Me : David
- 1983 : D'origine inconnue (Of Unknown Origin) de George P. Cosmatos : James Hall
- 1984 : Covergirl : Harrison
- 1984 : Falling in Love d'Ulu Grosbard : Docteur
- 1985 : The War Boy : Stephan Berecky
- 1985 : Perfect de James Bridges : Joe McKenzie
- 1986 : The Climb : Walter Frauenberger
- 1986 : Perdus en mer! (Lost!) : Jim
- 1986 : La Brûlure (Heartburn) de Mike Nichols : Dr Appel
- 1987 : Double Allégeance (en) (Loyalties) : David Sutton
- 1987 : Les Derniers jours d'un caïd (And Then You Die)
- 1987 : Radio Days de Woody Allen : Voix à la radio
- 1988 : Une femme en péril (The House on Carroll Street) de Peter Yates : Hackett
- 1988 : Crocodile Dundee 2 de John Cornell : Brannigan
- 1988 : Liberace: Behind the Music
- 1988 : Une autre femme (Another Woman) de Woody Allen : Donald
- 1989 : Calendrier meurtrier (January Man) de Pat O'Connor : Roger Culver
- 1989 : Preuve à l'appui (Physical Evidence) : Harry Norton
- 1990 : Perfectly Normal : Charlie Glesby
- 1990 : Premiers Pas dans la mafia (The Freshman) d'Andrew Bergman : Dwight Armstrong
- 1991 : Les Apprentis voyous (The Big Slice) de John Bradshaw : lieutenant Bernard
- 1992 : Eli's Lesson : oncle Yakub
- 1993 : Les Amoureuses de Johanne Prégent : David
- 1994 : Boozecan : Tim
- 1994 : Le Justicier : L'Ultime Combat (Death Wish V: The Face of Death) d'Allan A. Goldstein : lieutenant Mickey King
- 1994 : Whale Music : Kenneth Sexston
- 1994 : Timecop de Peter Hyams : sénateur Utley
- 1994 : Légendes d'automne (Legends of the Fall) d'Edward Zwick : Shérif Tynert
- 1995 : Souvenirs de l'au-delà (Hideaway) de Brett Leonard : détective Breech
- 1995 : Margaret's Museum de Mort Ransen : Angus MacNeil
- 1996 : Rowing Through : Harry Parker
- 1996 : Portraits of a Killer : Jim Miller
- 1996 : Turning April : Father
- 1997 : Les Pleins Pouvoirs (Absolute Power) de Clint Eastwood : Sandy Lord
- 1997 : Habitat : Coach Marlowe
- 1997 : The Wrong Guy : M. Nagel
- 1999 : External Affairs : Michael Riordan
- 1999 : The Man Who Might Have Been: An Inquiry Into the Life and Death of Herbert Norman : narrateur
- 2000 : Bad Faith : chef-Inspecteur Brodsky
- 2000 : Love Come Down : Ira Rosen
- 2001 : Focus de Neal Slavin : Père Crighton
- 2004 : Le Jour d'après (The Day After Tomorrow) de Roland Emmerich : vice-Président Becker
- 2004 : Miracle de Gavin O'Connor : Dr Nagobads
- 2004 : The Wild Guys : Andy
- 2004 : Aviator (The Aviator) de Martin Scorsese : Dr Thomas Norval Hepburn
- 2004 : Oscar, le chien qui vaut des milliards (Bailey's Billion$) de David Devine : Mouse Delaney
- 2005 : Quatre Frères (Four Brothers) de John Singleton : Robert Bradford
- 2005 : L'Exorcisme d'Emily Rose de Scott Derrickson : Dr Mueller
- 2005 : Fog : Tom Malone
- 2006 : Le Pacte du sang (The Covenant) de Renny Harlin : Provost Higgins
- 2007 : Les Quatre Fantastiques et le Surfer d'argentde Tim Story
- 2010 : Le Vestige des morts-vivants (Survival of the Dead) de George A. Romero : O'Flynn
- 2013 : Art of the Steal de Jonathan Sobol
- 2016 : The Void de Jeremy Gillespie et Steven Kostanski
- 2019 : Il pleuvait des oiseaux de Louise Archambault : Boychuck

### Télévision
- 1969 : The Three Musketeers (en) : D'Artagnan
- 1975 : The School for Scandal : Charles Surface
- 1977 : Brethren : Ralph
- 1977 : The Newcomers (série) : (segment '1832')
- 1979 : Riel : McWilliams
- 1980 : F.D.R.: The Last Year : Thomas E. Dewey
- 1983 : Empire Inc. (feuilleton) : James Munroe
- 1984 : Reno and the Doc : Reno
- 1985 : Love & Larceny
- 1985 : The Cuckoo Bird : Harry
- 1986 : Murder Sees the Light  : L'évangéliste
- 1986 : Screwball Academy : Elder Seth
- 1987 : A Stranger Waits  : Richard Miller
- 1988 : Le Meurtre de Mary Phagan (The Murder of Mary Phagan)  : Luther Rosser
- 1989 : Dick Francis : Blood Sport  : Harry Teller
- 1989 : Love and Hate: The Story of Colin and Joanne Thatcher  : Colin Thatcher
- 1989 : Gideon Oliver (série)
- 1989 : Champagne Charlie
- 1990 : The Widowmaker (en)  : Atkinson
- 1990 : Meurtre en noir et blanc (Murder in Black and White)  : Ruggieri
- 1990 : Murder Times Seven  : Nick Ruggieri
- 1990 : Les Derniers jours de bonheur (The Last Best Year)  : Jerry
- 1991 : Grand Larceny
- 1991 : Deadly Betrayal: The Bruce Curtis Story  : Michael Schottland
- 1991 : Love, Lies and Murder (en)  : Stanfield
- 1991 : Christmas on Division Street  : David Atwood
- 1991 : Twin Peaks : Windom Earle (saison 2)
- 1992 : Cruel Doubt
- 1992 : A Mother's Right: The Elizabeth Morgan Story  : Paul Michel
- 1992 : Dead Ahead: The Exxon Valdez Disaster  : Sam Skinner
- 1992 : The Good Fight  : Dick Chandler
- 1993 : The Diary of Evelyn Lau  : Larry
- 1993 : Dieppe : Major-Général Harry Crerar
- 1993 : Le Triomphe de l'amour (Bonds of Love) : juge
- 1993 : Adrift : Guy Nast
- 1993 : Meurtre que je n'ai pas commis (Woman on the Run: The Lawrencia Bembenek Story) : Don Eisenberg
- 1993 : Abus de confiance (en) (Shattered Trust: The Shari Karney Story) : juge Norton
- 1993 : Les grands procès : Mackenzie King
- 1994 : Fatalité (And Then There Was One) : David Burns
- 1994 : Getting Gotti : Bennett
- 1994 : The Spider and the Fly : Irwin Stroud
- 1994 : Another Woman : Dr Holcross
- 1995 : Choices of the Heart: The Margaret Sanger Story : M.. Higgins
- 1995 : Disparu (en) (Vanished) : Bill Palmer
- 1995 : Dance pour moi! (Dancing in the Dark) : Dr Bell
- 1995 : Hiroshima : président Harry S. Truman
- 1995 : Kissinger and Nixon : James 'Scotty' Reston
- 1995 : X-Files : Aux frontières du réel : Simon Gates
- 1996 : L'Affaire Ramzay (Escape Clause) : Owen Jessop
- 1997 : Dead Silence : Shérif Lenny Budd
- 1997 : Joe Torre: Curveballs Along the Way : George Steinbrenner
- 1997 : The Third Twin
- 1998 : Edison: The Wizard of Light : Thomas Edison
- 1998 : Le Métro de l'angoisse (The Taking of Pelham One Two Three) : Caz Hollowitz
- 1998 : Thunder Point : Armstrong
- 1998 : Thanks of a Grateful Nation : Sénateur Shelby
- 1998 : Sale temps pour les maris (Dead Husbands) : Chase Woodward
- 1998 : Scandaleusement vôtre (Scandalous Me: The Jacqueline Susann Story)
- 1999 : Revenge of the Land : John Hawke
- 1999 : Mind Prey : Tower Manette
- 1999 : Vendetta : Maire Joe Shakespeare
- 2000 : G-Saviour : Garno
- 2000 : Love and Murder : Isaak Levin
- 2000 : Who Killed Atlanta's Children? : William Kunstler
- 2000 : Deliberate Intent : Peder Lund
- 2000 : The Hound of the Baskervilles : Dr John Watson
- 2001 : Witchblade : Joe Siri
- 2001 : Le Signe des 4 (The Sign of Four) : Dr Watson
- 2001 : Sherlock Holmes: Scandale royal (The Royal Scandal) : Dr John H. Watson
- 2001 : Haven : Harry Truman
- 2001 : L'Ultime refuge (Sanctuary) : Sam Hathaway
- 2001 : The Day Reagan Was Shot : James Baker
- 2002 : Matthew Blackheart: Monster Smasher  : Dr James Franken
- 2002 : Le Vampire de Whitechapel (The Case of the Whitechapel Vampire) : Dr Watson
- 2002 : The Man Who Saved Christmas (en)
- 2003 : The Pentagon Papers : John McNaughon
- 2003 : Eloise at the Plaza : Sir Wilkes
- 2003 : La Prison de glace (Ice Bound: À Woman's Survival at the South Pole) : Dr Ben Murdoch
- 2003 : Eloise at Christmastime : Sir Wilkes
- 2004 : H2O (en) : Randall Spear
- 2005 : Karol, l'homme qui devint Pape (Karol, un uomo diventato Papa) : Professeur Wójcik
- 2005 : Ordre et Châtiment, le péché de nos pères (Our Fathers) : Bishop Murphy
- 2005 : Cyclone Catégorie 7 : Tempête mondiale : Alan Horst, directeur de cabinet de la Maison-Blanche
- 2005 : The Snow Queen : King
- 2006 : Above and Beyond (en) (feuilleton) : Lord Beaverbrook
- 2007 : Stargate Atlantis : Jamus (saison 3 épisode 16)
- 2008 : Maman se marie !
- 2008 : Le Dernier Templier (mini-série) de Paolo Barzman : Bill Vance
- 2009 : Grey Gardens : Max Gordon
- 2015 : The Expanse : Franklin DeGraaf (saison 1)
- 2020 : Star Trek: Discovery : Amiral Senna Tal (saison 3)